# Lista de municípios de Jalisco
O estado de Jalisco, no México conta com divisão política de 125 municípios.
| No. | Município (Divisão municipal) | Cabeceira municipal           |
| 001 | Acatic                        | Acatic                        |
| 002 | Acatlán de Juárez             | Acatlán de Juárez             |
| 003 | Ahualulco de Mercado          | Ahualulco de Mercado          |
| 004 | Amacueca                      | Amacueca                      |
| 005 | Amatitán                      | Amatitán                      |
| 006 | Ameca                         | Ameca                         |
| 007 | Antonio Escobedo              | San Juanito de Escobedo       |
| 008 | Arandas                       | Arandas                       |
| 009 | El Arenal                     | El Arenal                     |
| 010 | Atemajac de Brizuela          | Atemajac de Brizuela          |
| 011 | Atengo                        | Atengo                        |
| 012 | Atenguillo                    | Atenguillo                    |
| 013 | Atotonilco el Alto            | Atotonilco el Alto            |
| 014 | Atoyac                        | Atoyac                        |
| 015 | Autlán de Navarro             | Autlán de Navarro             |
| 016 | Ayotlán                       | Ayotlán                       |
| 017 | Ayutla                        | Ayutla                        |
| 018 | La Barca                      | La Barca                      |
| 019 | Bolaños                       | Bolaños                       |
| 020 | Cabo Corrientes               | El Tuito                      |
| 021 | Casimiro Castillo             | Casimiro Castillo             |
| 022 | Cihuatlán                     | Cihuatlán                     |
| 023 | Zapotlán El Grande            | Ciudad Guzmán                 |
| 024 | Cocula                        | Cocula                        |
| 025 | Colotlán                      | Colotlán                      |
| 026 | Concepción de Buenos Aires    | Concepción de Buenos Aires    |
| 027 | Cuautitlán de García Barragán | Cuautitlán                    |
| 028 | Cuautla                       | Cuautla                       |
| 029 | Cuquío                        | Cuquío                        |
| 030 | Chapala                       | Chapala                       |
| 031 | Chimaltitán                   | Chimaltitán                   |
| 032 | Chiquilistlán                 | Chiquilistlán                 |
| 033 | Degollado                     | Degollado                     |
| 034 | Ejutla                        | Ejutla                        |
| 035 | Encarnación de Díaz           | Encarnación de Díaz           |
| 036 | Etzatlán                      | Etzatlán                      |
| 037 | El Grullo                     | El Grullo                     |
| 038 | Guachinango                   | Guachinango                   |
| 039 | Guadalajara                   | Guadalajara                   |
| 040 | Hostotipaquillo               | Hostotipaquillo               |
| 041 | Huejúcar                      | Huejúcar                      |
| 042 | Huejuquilla el Alto           | Huejuquilla el Alto           |
| 043 | La Huerta                     | La Huerta                     |
| 044 | Ixtlahuacán de los Membrillos | Ixtlahuacán de los Membrillos |
| 045 | Ixtlahuacán del Río           | Ixtlahuacán del Río           |
| 046 | Jalostotitlán                 | Jalostotitlán                 |
| 047 | Jamay                         | Jamay                         |
| 048 | Jesús María                   | Jesús María                   |
| 049 | Jilotlán de los Dolores       | Jilotlán de los Dolores       |
| 050 | Jocotepec                     | Jocotepec                     |
| 051 | Juanacatlán                   | Juanacatlán                   |
| 052 | Juchitlán                     | Juchitlán                     |
| 053 | Lagos de Moreno               | Lagos de Moreno               |
| 054 | El Limón                      | El Limón                      |
| 055 | Magdalena                     | Magdalena                     |
| 056 | Santa María del Oro           | Santa María del Oro           |
| 057 | La Manzanilla de la Paz       | La Manzanilla de la Paz       |
| 058 | Mascota                       | Mascota                       |
| 059 | Mazamitla                     | Mazamitla                     |
| 060 | Mexticacán                    | Mexticacán                    |
| 061 | Mezquitic                     | Mezquitic                     |
| 062 | Mixtlán                       | Mixtlán                       |
| 063 | Ocotlán                       | Ocotlán                       |
| 064 | Ojuelos de Jalisco            | Ojuelos de Jalisco            |
| 065 | Pihuamo                       | Pihuamo                       |
| 066 | Poncitlán                     | Poncitlán                     |
| 067 | Puerto Vallarta               | Puerto Vallarta               |
| 068 | Villa Purificación            | Villa Purificación            |
| 069 | Quitupan                      | Quitupan                      |
| 070 | El Salto                      | El Salto                      |
| 071 | San Cristóbal de la Barranca  | San Cristóbal de la Barranca  |
| 072 | San Diego de Alejandría       | San Diego de Alejandría       |
| 073 | San Juan de los Lagos         | San Juan de los Lagos         |
| 074 | San Julián                    | San Julián                    |
| 075 | San Marcos                    | San Marcos                    |
| 076 | San Martín de Bolaños         | San Martín de Bolaños         |
| 077 | San Martín Hidalgo            | San Martín Hidalgo            |
| 078 | San Miguel el Alto            | San Miguel el Alto            |
| 079 | Gómez Farías                  | San Sebastián del Sur         |
| 080 | San Sebastián del Oeste       | San Sebastián del Oeste       |
| 081 | Santa María de los Angeles    | Santa María de los Angeles    |
| 082 | Sayula                        | Sayula                        |
| 083 | Tala                          | Tala                          |
| 084 | Talpa de Allende              | Talpa de Allende              |
| 085 | Tamazula de Gordiano          | Tamazula de Gordiano          |
| 086 | Tapalpa                       | Tapalpa                       |
| 087 | Tecalitlán                    | Tecalitlán                    |
| 088 | Tecolotlán                    | Tecolotlán                    |
| 089 | Techaluta de Montenegro       | Techaluta de Montenegro       |
| 090 | Tenamaxtlán                   | Tenamaxtlán                   |
| 091 | Teocaltiche                   | Teocaltiche                   |
| 092 | Teocuitatlán de Corona        | Teocuitatlán de Corona        |
| 093 | Tepatitlán de Morelos         | Tepatitlán de Morelos         |
| 094 | Tequila                       | Tequila                       |
| 095 | Teuchitlán                    | Teuchitlán                    |
| 096 | Tizapán el Alto               | Tizapán el Alto               |
| 097 | Tlajomulco de Zúñiga          | Tlajomulco de Zúñiga          |
| 098 | Tlaquepaque                   | Tlaquepaque                   |
| 099 | Tolimán                       | Tolimán                       |
| 100 | Tomatlán                      | Tomatlán                      |
| 101 | Tonalá                        | Tonalá                        |
| 102 | Tonaya                        | Tonaya                        |
| 103 | Tonila                        | Tonila                        |
| 104 | Totatiche                     | Totatiche                     |
| 105 | Tototlán                      | Tototlán                      |
| 106 | Tuxcacuesco                   | Tuxcacuesco                   |
| 107 | Tuxcueca                      | Tuxcueca                      |
| 108 | Tuxpan                        | Tuxpan                        |
| 109 | Unión de San Antonio          | Unión de San Antonio          |
| 110 | Unión de Tula                 | Unión de Tula                 |
| 111 | Valle de Guadalupe            | Valle de Guadalupe            |
| 112 | Valle de Juárez               | Valle de Juárez               |
| 113 | San Gabriel                   | San Gabriel                   |
| 114 | Villa Corona                  | Villa Corona                  |
| 115 | Villa Guerrero                | Villa Guerrero                |
| 116 | Villa Hidalgo                 | Villa Hidalgo                 |
| 117 | Cañadas de Obregón            | Cañadas de Obregón            |
| 118 | Yahualica de González Gallo   | Yahualica de González Gallo   |
| 119 | Zacoalco de Torres            | Zacoalco de Torres            |
| 120 | Zapopan                       | Zapopan                       |
| 121 | Zapotiltic                    | Zapotiltic                    |
| 122 | Zapotitlán de Vadillo         | Zapotitlán de Vadillo         |
| 123 | Zapotlán del Rey              | Zapotlán del Rey              |
| 124 | Zapotlanejo                   | Zapotlanejo                   |
| 125 | San Ignacio Cerro Gordo       | San Ignacio                   |